# 조반니 바티스타 티에폴로
조반니 바티스타 티에폴로(Giovanni Battista Tiepolo, 1696년 3월 5일~1770년 3월 27일)는 베네치아 공화국 출신의 이탈리아의 화가 또는 판화가이다. 잠바티스타 티에폴로(Giambattista Tiepolo) 또는 잔바티스타 티에폴로(Gianbattista Tiepolo)로도 알려져 있다. 주로 로코코 양식의 그림을 그렸으며 18세기 베네치아파의 주요 일원이었다. 많은 작품을 남긴 그는 이탈리아뿐만 아니라 독일과 스페인에서도 활동했다.

## 주요 작품

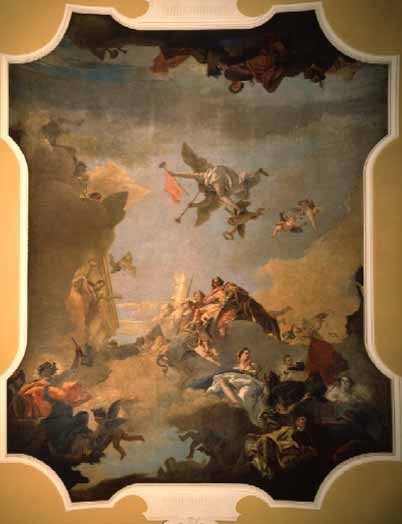
Apotheosis of Angelo della Vecchia
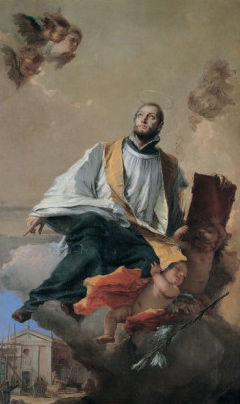
Apotheosis of Saint Gaetano Thieme
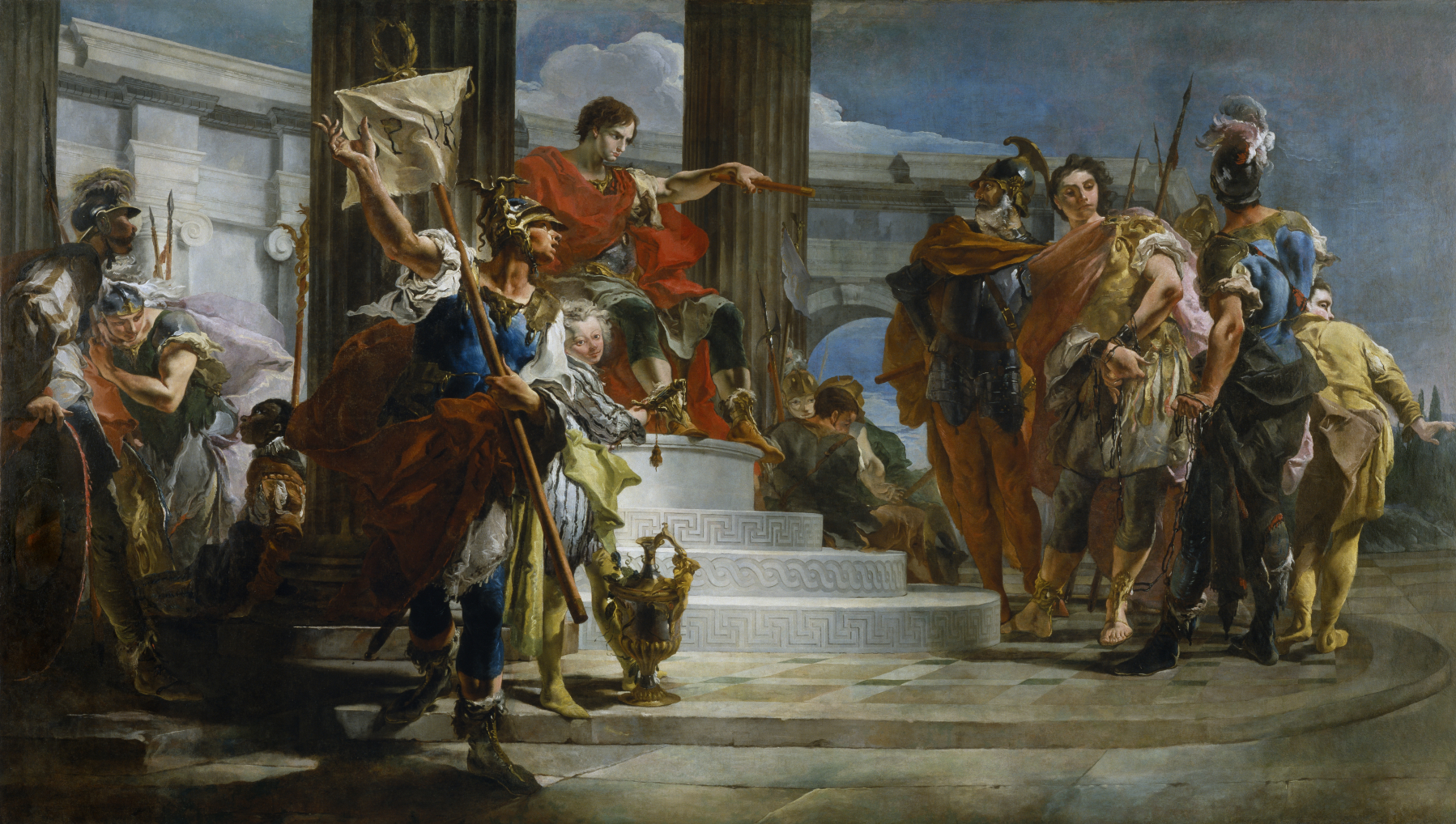
Scipio Africanus Freeing Massiva
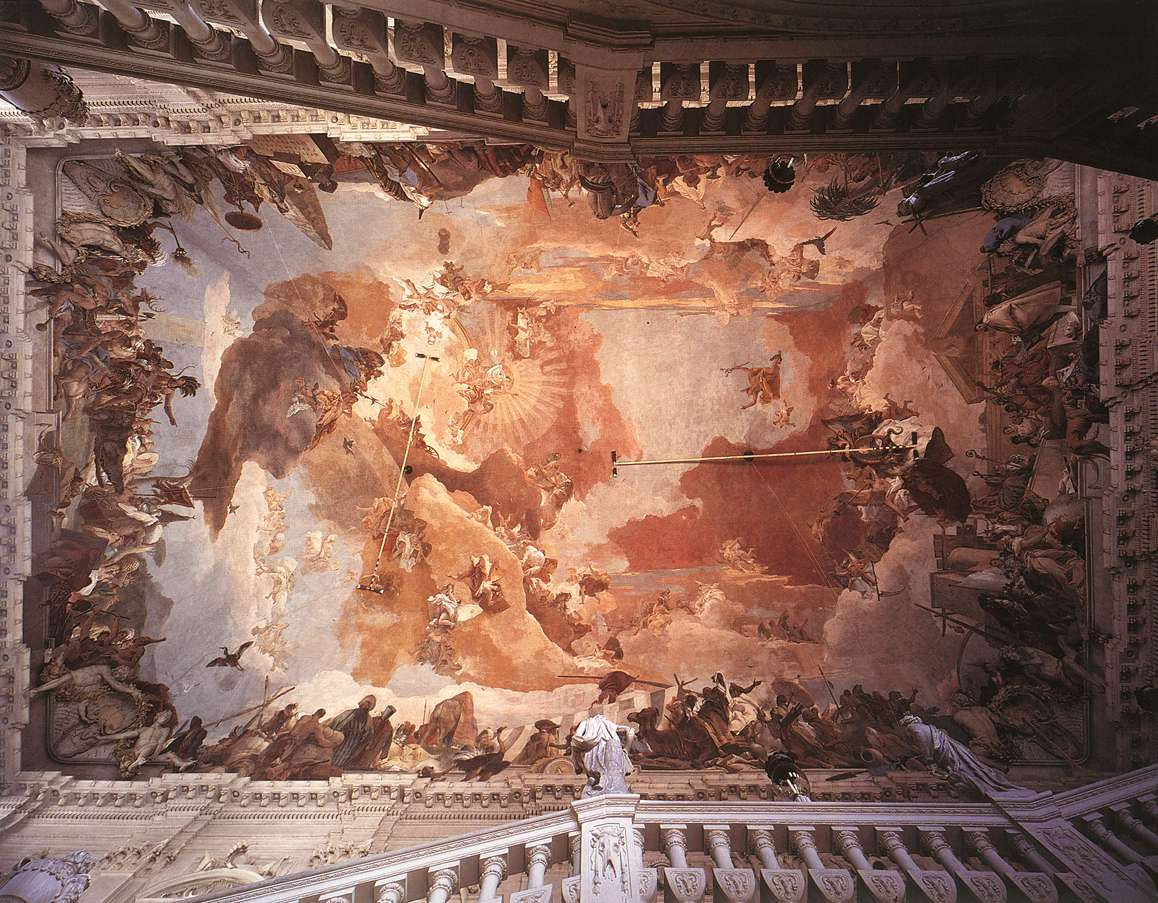
Ceiling fresco in the staircase of the Würzburg Residence
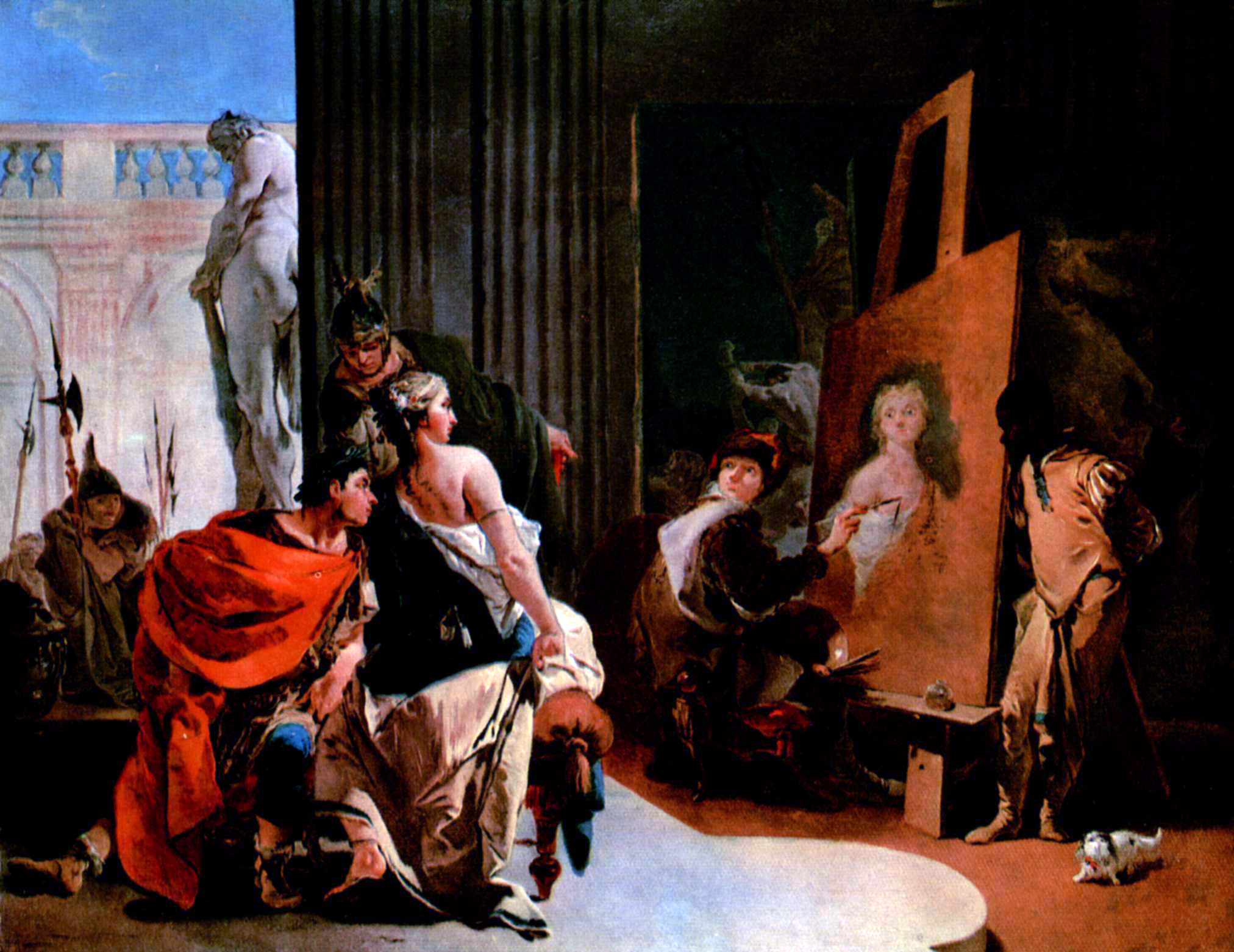
Apelles Painting Campaspe